# Takeshi Koshida
Takeshi Koshida (越田 剛史 Koshida Takeshi?,  nacido el 19 de octubre de 1960 en Kanazawa, Ishikawa) es un exfutbolista japonés que se desempeñaba como defensa.
Koshida jugó 19 veces para la Selección de fútbol de Japón entre 1980 y 1985. Fue elegido para integrar la selección nacional de Japón para los Juegos Asiáticos de 1982.

## Trayectoria

### Clubes
| Club          | País  | Año         |
| ------------- | ----- | ----------- |
| Nissan Motors | Japón | 1983 - 1989 |
| Kanazawa SC   | Japón | 1990 - 1996 |

### Selección nacional
| Selección | País  | Año         |
| --------- | ----- | ----------- |
| Absoluta  | Japón | 1980 - 1985 |

## Estadística de equipo nacional
| Selección de Japón | Selección de Japón | Selección de Japón |
| Año                | Part.              | Goles              |
| ------------------ | ------------------ | ------------------ |
| 1980               | 1                  | 0                  |
| 1981               | 1                  | 0                  |
| 1982               | 7                  | 0                  |
| 1983               | 6                  | 0                  |
| 1984               | 3                  | 0                  |
| 1985               | 1                  | 0                  |
| Total              | 19                 | 0                  |

## Palmarés

### Títulos nacionales
| Título                   | Club          | País  | Año       |
| ------------------------ | ------------- | ----- | --------- |
| Copa del Emperador       | Nissan Motors | Japón | 1983      |
| Copa del Emperador       | Nissan Motors | Japón | 1985      |
| Copa Japan Soccer League | Nissan Motors | Japón | 1988      |
| Copa del Emperador       | Nissan Motors | Japón | 1988      |
| Japan Soccer League      | Nissan Motors | Japón | 1988-1989 |
| Copa Japan Soccer League | Nissan Motors | Japón | 1989      |
| Copa Japan Soccer League | Nissan Motors | Japón | 1990      |

### Distinciones individuales
| Distinción                  | Año  |
| --------------------------- | ---- |
| Japan Soccer League Best XI | 1983 |